# Кофс Харбор
Кофс Харбор (енгл. Coffs Harbour) је град Аустралији у савезној држави Нови Јужни Велс. Према попису из 2006. у граду је живело 26.353 становника.

## Становништво
Према попису, у граду је 2006. живело 26.353 становника.
| 1991.  | 1996.  | 2001.  | 2006.  |
| ------ | ------ | ------ | ------ |
| 20,326 | 22,177 | 26,083 | 26,353 |